# TL1
「TL1」（ティーエルワン）は、tacicaの会場限定シングル。2017年3月25日にSME Recordsから発売された。

## 概要
2ndアルバム『jacaranda』再録シングル。アルバム再現ツアー『TIMELINE for "jacaranda"』の開催に合わせツアー会場限定でリリースされた。
『TIMELINE for "jacaranda"』というツアータイトルから、当時の曲を今現在のtacicaで録り直したら、どういったものになるのか？という会話からスタートし、急遽「人鳥哀歌」「ジャッカロープ」の2曲がレコーディングされた。
4月22日正午から数量限定でSony Music Shopでの通信販売が開始された。

## 収録曲
1. 人鳥哀歌
2. ジャッカロープ